# Дрозендорф-Циссерсдорф
Дрозендорф-Циссерсдорф (нем. Drosendorf-Zissersdorf) — город  в Австрии, в федеральной земле Нижняя Австрия. 
Входит в состав округа Хорн.  Население составляет 1278 человек (на 31 декабря 2005 года). Занимает площадь 53,45 км². Официальный код  —  31104.

## Политическая ситуация
Бургомистр коммуны — Франц Крестан (АНП) по результатам выборов 2005 года.
Совет представителей коммуны (нем. Gemeinderat) состоит из 19 мест.
- АНП занимает 15 мест.
- СДПА занимает 4 места.